# Gentiana orbicularis
Gentiane à feuilles orbiculaires, Gentiane de Favrat
Espèce
La Gentiane à feuilles orbiculaires ou Gentiane de Favrat (Gentiana orbicularis) est une espèce de plantes de la famille des Gentianacées.